# Dinophalia
Dinophalia là một chi bướm đêm thuộc phân họ Tortricinae của họ Tortricidae.

## Các loài
- Dinophalia egregia Razowski & Becker, 1993